# 12 Cephei
12 Cephei är en röd jättestjärna i stjärnbilden Cepheus. 12 Cep har visuell magnitud +5,51 och är synlig för blotta ögat vid god seeing. Den ligger på ett avstånd av ungefär 460 ljusår.